# 托旺達鎮區 (堪薩斯州巴特勒縣)
托旺達鎮區（英語：Towanda Township）為位在美國堪薩斯州巴特勒縣的鎮區。2010年美国人口普查中該鎮區人口有2,668人。

## 歷史
托旺達鎮區於1867年設立。托旺達是歐塞奇語，意思為「許多水」。

## 地理
托旺達鎮區涵蓋面積93.25平方（36.00平方英里），境內擁有一座城鎮：托旺達。

### 墓園
根據美國地質調查局的資料，此鎮區僅有1座墓園：
- 薩頓墓園（Sutton Cemetery）

### 溪流
通過此鎮區的溪流有：
- 巴傑溪（Badger Creek）
- 斯普林分支（Spring Branch）
- 懷特沃特溪西支流（West Branch Whitewater River）

### 機場
- 格里爾米勒降落跑道（Greer Miller Landing Strip）

## 人口統計
根據2010年美國人口普查，托旺達鎮區人口有2,668人，人口密度為28.62人/平方公里。種族方面，96.4%為白人；0.26%為非裔美洲人；0.75%為美洲原住民；0.52%為亞洲人；0.22%為太平洋島民；0.37%為其他種族；另外有1.46%為兩個或以上的種族。而西班牙裔美國人或拉丁美洲人佔該鎮區人口的2.17%。

## 外部連結
- City-Data.com （页面存档备份，存于）